# Fastlane 2018
Fastlane (2018) was een professioneel worstel-pay-per-view (PPV) en WWE Network evenement dat georganiseerd werd door WWE voor hun SmackDown brands. Het was de 4e editie van Fastlane en vond plaats op 11 maart 2018 in het Nationwide Arena in Columbus, Ohio. Vanaf het evenement WrestleMania 34 zijn alle evenementen exclusief voor Raw en SmackDown.

## Matches
| Nr. | Match                                                                                                | Winnaar(s)                 | Opmerkingen                                                                                       | Bron  |
| --- | --- | -------------------------- | ------------------------------------------------------------------------------------------------- | ----- |
| 1P  | Breezango (Fandango & Tyler Breeze) en Tye Dillinger vs. Mojo Rawley, Chad Gable en Shelton Benjamin | Breezango en Tye Dillinger | 6-Man Tag team match.                                                                             | [ 2 ] |
| 2   | Shinsuke Nakamura vs. Rusev (met Aiden English)                                                      | Shinsuke Nakamura          | Eén-op-één match.                                                                                 | [ 2 ] |
| 3   | Randy Orton vs. Bobby Roode (c)                                                                      | Randy Orton (nc)           | Eén-op-één match voor het WWE U.S. Championship.                                                  | [ 2 ] |
| 4   | Natalya & Carmella vs. Becky Lynch & Naomi                                                           | Natalya & Carmella         | Tag Team match.                                                                                   | [ 2 ] |
| 5   | The Usos (Jimmy & Jey Uso) (c) vs. The New Day (Kofi Kingston & Xavier Woods) (met Big E)            | The Usos                   | Tag team match voor het WWE SmackDown Tag Team Championship. De match eindigde in een no contest. | [ 2 ] |
| 6   | Charlotte Flair (c) vs. Ruby Riott                                                                   | Charlotte Flair            | Eén-op-één match voor het WWE SmackDown Women's Championship. Flair won door submission.          | [ 2 ] |
| 7   | AJ Styles (c) vs. Baron Corbin vs. Dolph Ziggler vs. John Cena vs. Kevin Owens vs. Sami Zayn         | AJ Styles                  | 6-Pack Challenge voor het WWE Championship.                                                       | [ 2 ] |